# Horaiella consimilis
Horaiella consimilis är en tvåvingeart som beskrevs av Tonnoir 1933. Horaiella consimilis ingår i släktet Horaiella och familjen fjärilsmyggor. Inga underarter finns listade i Catalogue of Life.